# Tour de Pise
Tour de Pise är en kulle i Antarktis. Den ligger i Östantarktis. Frankrike gör anspråk på området. Toppen på Tour de Pise är 26 meter över havet.
Terrängen runt Tour de Pise är platt åt sydost, men åt sydväst är den kuperad. Havet är nära Tour de Pise norrut. Trakten är glest befolkad. Närmaste befolkade plats är Dumont d'Urville Station, 0,75 kilometer väster om Tour de Pise. 